# Peder Møller
Peder Christensen Møller, född 28 februari 1877 i Brønderslev i Danmark, död 1 juli 1940 i Köpenhamn var en dansk violinist och musiklärare.

## Biografi
Peder Møller anställdes vid Det Kongelige Kapel 1910. Dessförinnan hade han bott 15 år i Paris. Peder Møller var inspirationskällan till Carl Nielsens violinkonsert opus 33, som uruppfördes den 28 februari 1912 tillsammans med Nielsens 3 symfoni, Sinfonia Espansiva. Peder Møller uppträdde som solist i violinkonserten i bland annat Oslo, Stockholm, Paris och Berlin och var med sin bländande teknik med om att bana väg för detta verks placering på konsertrepertoaren också utomlands. Han uppträdde också som kammarmusiker i Agnes Adler-trion med Agnes Adler (piano) och Louis Jensen (cello).
Han var anställd som lärare vid Det Kgl. Danske Musikkonservatorium. 
Efter hans död inrättades en fond, Kammermusikus Peder Møllers Mindefond, som delade ut sitt första stipendium Peder Møller Prisen på 500 kr 1944 på violinistens födelsedag den 28 februari.
Peder Møller är begravd på Ordrups kyrkogård.

## Utmärkelser
- Riddare av Dannebrogorden,  1927[1]
- Dannebrogsmännens hederstecken,  1937[1]

[Redigera Wikidata]